# Publili Optacià Porfiri
Publili Optacià Porfiri (llatí: Publilius Optatianus Porfyrius) fou un poeta romà del temps de Constantí I el Gran, probablement originari de la província d'Àfrica.
Se sap que fou desterrat però no se'n sap la causa, però l'emperador, seduït per la seva poesia, el va cridar de l'exili i encara li va concedir algun honor. Jeroni d'Estridó diu que fou restaurat al seu país nadiu l'any 328. Va escriure un panegíric a l'emperador (probablement escrit el 325 encara que llegit el 326). Probablement és el Publili Optacià que fou prefecte de la ciutat el 329 i altre cop el 333.
Els seus poemes són difícils d'entendre i el mèrit que se li atorga pels seus contemporanis sembla derivar més aviat de la manera artificiosa en què fou capaç de representar diferents objectes.
Les seves obres conegudes són:
- Panegíric de Constantí, format per una sèrie de poemes curts, tots ells en elogi de l'emperador, que inclouen una carta de Porfiri a Constantí i la resposta imperial.
- Idyllia, dividit en tres: 1. Ara Pythia, 2. Syrinx, 3. Organon, amb els versos posats de tal manera que representen les formes dels objectes descrits.
- Epigrames (cinc dels quals són a l'Antologia llatina).[1]